# Stepas Vilimavičius
Stepas Vilimavičius war ein litauischer Fußballspieler.

## Karriere
Stepas Vilimavičius spielte in seiner Vereinskarriere für KSS Klaipėda, einem Sportverein der litauischen Minderheit im deutschen Memel.
Im Juli 1927 debütierte Vilimavičius in der Litauischen Fußballnationalmannschaft gegen Lettland. Im Jahr 1928 nahm er mit der Nationalmannschaft am Baltic Cup teil. Er absolvierte vier Länderspiele für die Litauische Nationalmannschaft.